# Sacar del armario
Sacar del armario (en inglés outing, AFI: [aʊtɪŋ]) es el proceso de hacer pública la orientación sexual o identidad de género de una persona sin su consentimiento. Se utiliza este término cuando se hace pública la orientación sexual de alguien relevante con el fin de apoyar los derechos de homosexuales o buscando denunciar hipocresía por no defender los derechos LGBT. También puede emplearse, pero es una utilización inexacta, para desvelar públicamente características que las personas prefieran mantener en secreto como su posicionamiento política o su adscripción religiosa.
El outing se dirige especialmente a figuras destacables de la sociedad como políticos conocidos, deportistas de éxito o artistas populares. Los opositores a los movimientos de derechos LGBT y también activistas dentro de la comunidad LGBT han criticado la utilización de esta acción como campaña o táctica política. En un intento de evitar que se desvele su homosexualidad una figura pública puede decidir comunicarla públicamente antes de que se desvele. Sin embargo también se han detectado, más recientemente, casos de outing dirigido a personas sin trascendencia pública pero que no han revelado en su entorno su orientación sexual. Las motivaciones en este caso suelen provenir en el contexto de relaciones de pareja finalizadas, celos, venganza o envidia profesional.

## Historia
Es complicado determinar el origen donde se encuentra la utilización del término "Outing" en la era contemporánea. No obstante existe un cierto consenso en destacar un artículo de Taylor Branch publicado en 1982 en Harper's Bazaar donde se describía una táctica política en la que las personas que no hacían pública su orientación se verían atrapadas entre fuego cruzado (entre los defensores y los detractores de los derechos LGTB). William A. Henry III en su artículo "Forcing Gays Out of the Closet" publicado en la revista Time el 29 de enero de 1990 presentó al público general la palabra outing.

### Outing en laAntigüedad Clásica
Aunque el término outing es de reciente creación el hecho que califica es mucho más antiguo. En el periodo grecorromano existe constancia de discursos que atacaban a ciudadanos que practicaban actos homosexuales sin hacer pública su orientación sexual. Antes del advenimiento del cristianismo los actos homosexuales practicados por ciudadanos adultos no tenían consideración negativa o peyorativa pero debían darse determinadas circunstancias de estatus social. Las personas que practicaban actos homosexuales fuera de esas convenciones sociales, por lo general, eran consideradas "vulgares" tanto en la antigua Grecia como en el Imperio Romano.

### Orígenes en elsigloXX
Alemania presenta los primeros casos modernos de outing. En el denominado Escándalo Harden-Eulenburg (1907-1909) se realizaron una serie de procesos militares y civiles por comportamiento homosexual y sus correspondientes denuncias por calumnias. Se le califica como el mayor escándalo del Imperio Alemán y en el estuvieron implicados importantes miembros del gabinete de gobierno del emperador Guillermo II de Alemania.
También en Alemania, ya en los años 30, varios periodistas de izquierdas destaparon la vida sexual de Ernst Röhm, uno de los militares más próximos a Adolf Hitler. Adolf Brand en "Political Criminals: A Word About the Röhm Case (1931)" señala "cuando alguien -maestro, sacerdote, representante político o estadista- quisiera mostrar de la manera más perjudicial posible los contactos amorosos íntimos de los demás como forma de control, automáticamente su propia vida amorosa también deja de ser un asunto privado y pierde cualquier pretensión de permanecer protegido, alejado del escrutinio público y de la sospecha".

### Años 1950
En la década de 1950, pero también anteriormente, hicieron su aparición en Estados Unidos publicaciones sensacionalistas como Confidential, especializada en la revelación de información escandalosa sobre personajes de la farándula y celebridades políticas. Entre las figuras políticas escrutadas en los reportajes de la revista se encontraban el exsubsecretario de Estado Sumner Welles y Arthur H. Vandenberg, Jr., quien sirvió brevemente como secretario de nombramientos del presidente Eisenhower.
Durante esta época las insinuaciones públicas sobre la homosexualidad de personalidades relevantes acabaron en varias ocasiones en los tribunales de justicia. Un ejemplo lo constituye el juicio entablado por el pianista Liberace contra el periódico Daily Mirror. En una columna escrita por William Connor llamada "Cassandra" no se afirmaba, sino más bien se sugería, la homosexualidad del artista. Durante el juicio el rotativo no intentó probar que la acusación fuera cierta sino que basó su defensa en la demostración de que no se había publicado ninguna acusación. El juez falló a favor de Liberace quien obtuvo una compensación económica. No obstante tras la muerte del artista en 1987, causada por una enfermedad relacionada con el sida, amigos íntimos como la actriz Betty White confirmaron su homosexualidad, lo que motivó que el periódico solicitara el reembolso de la cantidad abonada al artista.
En la nómina de artistas que se encontraron en situación similar, con una vida homosexual que no debía ser divulgada y que se enfrentaron a los rumores sobre su orientación sexual, se encuentran iconos de la época dorada de Hollywood como Cary Grant y Randolph Scott, quienes mantuvieron una relación amorosa conocida por todo el mundo de la farándula pero ocultada al público, Montgomery Clift o Anthony Perkins.

### Años 1970
El siguiente hito en la configuración del outing como herramienta política se encuentra tras los disturbios de Stonewall de 1969 y a comienzos de la década de 1970. En el incipiente movimiento de activistas LGTB se fraguó la idea de que los homosexuales debían ser visibles y hacerse presentes en la sociedad y que, si no se estaba dispuesto a hacerlo, era responsabilidad de la comunidad LGTB divulgarlo. Un ejemplo es el outing realizado por el periodista Herb Caen en el periódico San Francisco Chronicle a Oliver Sipple. Sipple, un antiguo miembro de la Marina de Estados Unidos, salvó la vida del presidente de los Estados Unidos Gerald Ford durante un intento de asesinato obteniendo gran reconocimiento popular. La divulgación de su homosexualidad tuvo un profundo impacto negativo en Sipple, que falleció con 47 años en 1989, y se divulgó la idea de que esa revelación se debía a una venganza por celos debido a la relación que mantenía con una antigua pareja del activista Harvey Milk a quien se responsabilizó de la divulgación.
En el seno del movimiento LGTB se generó un enconado debate entre quienes defendían el outing y quienes argumentaban que la privacidad debía prevalecer y que era mejor para el movimiento proteger a los homosexuales que estaban dentro del armario, especialmente quienes formaban parte de instituciones religiosas homófobas o de las fuerzas armadas. En esta etapa muchos homosexuales y lesbianas todavía no estaban dispuestos a declarar públicamente su condición sexual por las consecuencias que para sus trabajos y sus vidas tendría esa divulgación.
Algunos políticos y comentaristas conservadores, reacios a favorecer una mayor aceptación pública de la homosexualidad, también participaron del outing con el objetivo de desacreditar y atacar a sus adversarios. Dinesh D'Souza, escritor y comentarista cristiano evangélico, publicó en 1981 en The Dartmouth Review, el periódico que publicaba en el Dartmouth College, cartas de compañeros homosexuales. La editora de The Darthmouth Review, Laura Ingraham, mantuvo una reunión con una organización LGTB del campus grabándola en secreto y publicando posteriormente una transcripción de la misma como parte de un editorial que denunciaba al grupo como "los sodomitas latentes del campus".

### Años 1980
En los años 1980, durante la pandemia del VIH/Sida que comenzó en esa década, varias figuras relevantes del mundo artístico fueron objeto de outing cuando la evidencia de su enfermedad era incontestable. El ejemplo más paradigmático sucedió en 1985 con la divulgación de la enfermedad del actor Rock Hudson. Con una extensa trayectoria como galán en exitosas películas como Gigante, Su Juego Favorito o Winchester 73, su homosexualidad solo era conocida por su círculo más íntimo y, para acallar los rumores sobre la misma, contrajo matrimonio con su secretaria Phillys Gates. Años más tarde Gates escribió un libro titulado "Mi esposo: Rock Hudson" relatando que su matrimonio fue un martirio lleno de mentiras, llamadas sin sentido de hombres que el actor atribuía a fanes, accesos de violencia marital, ausencias y vacíos. Gates declararía más tarde que se casó enamorada del galán y no por encubrir a Hudson.
Uno de los primeros outing promovidos por un activista en Estados Unidos sucedió en febrero de 1989. El activista Michael Petrelis afirmó que Mark Hatfield, un senador republicano de Oregón, era homosexual. La motivación para destapar su condición sexual fue que Hatfiel apoyaba una legislación contra el movimiento LGTB. Durante un mitin para recaudar fondos en un pueblo a las afueras de Portland, el grupo liderado por Petrelis se levantó y divulgó frente a la multitud la homosexualidad del político. Posteriormente Petrelis convocó una rueda de prensa en la entrada del Capitolio leyendo los nombres de "doce hombres y mujeres en política y música que son... secretamente homosexuales". Aunque la prensa recogió la noticia ningún medio importante divulgó los nombres por miedo a las posibles demandas de difamación.

### Años 1990
En junio de 1989 comenzó a publicarse la revista OutWeek hogar del activista y pionero del outing Michelangelo Signorile. La revista, que se anunciaba en portada como "Revista de noticias de gays y lesbianas de Nueva York", apenas tuvo una vida de dos años. Sin embargo su columna, titulada "Gossip Watch", se convirtió en un referente para divulgar la orientación LGTB de personajes ricos y famosos elogiando o criticando su comportamiento. Sus comentarios provocaron reacciones variapintas como ser calificado "uno de los héroes gay contemporáneos más grandes" o recibir insultos por escribir chismes "repugnantes, infantiles, baratos". No obstante la trayectoria de OutWeek se considera un hito fundamental y revolucionario en la prensa de Estados Unidos. Algunas de las celebridades que fueron sacados del armario fueron Chaz Bono, hijo de Sonny Bono y Cher, o el actor Richard Chamberlain.

### Años 2000
Ya en el siglo XXI en varias ocasiones se han realizado campañas de outing centradas en políticos relevantes de Estados Unidos. En 2004 el activista por los derechos homosexuales Michael Rogers desveló la homosexualidad de Edward Schrock, un congresista republicano de Virginia. Rogers divulgó en su página web que Schrock utilizaba un servicio telefónico para concertar encuentros sexuales con otros hombres, cuestión que no fue negada por Schrock y que motivó la finalización de su carrera política. Rogers argumentó que decidió hacer outing contra Schrock en respuesta a su hipocresía ya que el congresista votó a favor de la Ley de Protección Matrimonial y figuró como copatrocinador de la Enmienda Federal de Matrimonio, legislación que claramente iba contra la normalización del matrimonio homosexual.
Por su parte el gobernador del partido demócrata de Nueva Jersey, James McGreevey, anunció que era un "estadounidense homosexual" en agosto de 2004 convirtiéndose en el primer Gobernador de Estados Unidos en reconocerlo. McGreevey descubrió que iba a ser nombrado en una demanda por acoso sexual impulsada por su antiguo asesor de seguridad, Golan Cipel, quien alegaba que McGreevey mantenía una relación sexual. McGreevey renunció pero, a diferencia de Schrock, decidió no renunciar a la vida pública.
Otro ejemplo se encuentra durante la campaña presidencial del republicano John McCain que eliminó la vinculación con el abiertamente homófo fiscal general de Alabama Troy King. Con un historial repleto de comentarios y editoriales en los que vinculaba la homosexualidad con la decadencia y la falta de moral, King fue descubierto por su esposa manteniendo una relación homosexual con su asistente personal. El escándalo propició el final de su trayectoria política.

## Motivaciones
Gabriel Rotello, antiguo editor de OutWeek, defendía la práctica del outing como un medio de igualación social: "lo que hemos llamado 'outing' es un movimiento principalmente periodístico para abordar la homosexualidad en igualdad de condiciones que la heterosexualidad. En 1990 muchas de las personas responsables de medios de temática LGTB anunciaron que en adelante tratarían la homosexualidad y la heterosexualidad en igualdad. No íbamos a esperar que llegara un futuro perfecto y utópico antes de igualar ambas orientaciones: íbamos a hacerlo en ese momento". El objetivo no es solo revelar la hipocresía de aquellos a quienes Branch denomina los "armarizados en el poder" sino también fomentar la conciencia de la presencia de gays en asuntos políticos lo que demuestra que la condición sexual no es "tan grotesco que nunca debería discutirse". 
El filósofo Richard Mohr señaló, "algunas personas han comparado el outing con el Macartismo. Y la divulgación por motivos de venganza es como el Macartismo: esa salida forzada favorece a quienes trabajan a favor de valores anti-homosexuales. El outing, como lo he defendido, no es por venganza, ni por castigo, ni para desviar la atención sobre la propia orientación sexual. Su objetivo es evitar degradarse a uno mismo". Por lo tanto, el outing es "permisible y una consecuencia lógica de vivir moralmente". Además el propio hecho de comunicar que una persona es homosexual no implica que se divulguen detalles de la vida privada. 
Michelangelo Signorile reflexionaría: "¿cómo puede decir una persona homosexual que esa circunstancia es parte de su esfera privada cuando un heterosexual no tiene que afirmarlo?. El sexo forma parte del ámbito privado. Pero hacer outing no supone que se desvelen detalles de la vida sexual de nadie. sencillamente afirmamos que son homosexuales. Durante décadas la gente ha estado murmurando sobre el cartero, el lechero o la solterona que vivía en el piso de abajo. En cualquier caso el objetivo del outing es mostrar cuanta gente gay vive en nuestro entorno para que cuando se divulgue que lo son la respuesta social sea: ¿Y qué?".
Debido a sus características no existe una definición ampliamente acordada de lo que supone un outing "justo" ni un consenso claro en la mayoría de las organizaciones en defensa de los derechos civiles sobre cuándo debe ocurrir. Prácticamente todos los que toman una posición a favor han calificado los límites bajo los que lo toman aceptable. Si las posiciones extremas son o no hacer outing para nadie o hacerlo para todos, en el medio se han visto cuatro posiciones intermedias para justificar un outing "justo": 1. Solamente para personas hipócritas y únicamente cuando se oponen activamente a los derechos e intereses de los homosexuales; 2. Cómplices pasivos en posición de éxito que ayudan a dirigir instituciones homófobas; 3. Personas relevantes en cualquier campo cuya salida forzaría un cambio en los estereotipos del público y la reconsideración de su actitud sobre la homosexualidad; 4. Personas ya fallecidas.
Finalmente cabe destacar que la mayor parte de las personas a las que se dirige la práctica del outing son seguidores o integrantes de entidades políticas o religiosas que viven una vida armarizada oculta mientras públicamente se manifiestan totalmente en contra de los derechos civiles LGTB. El fallecido periodista, a causa de una enfermedad derivada del VIH, Randy Shilts resumía su posicionamiento en la siguiente frase: "una perogrullada para las personas activas en el movimiento gay es que los mayores impedimentos para el progreso de los homosexuales a menudo no son heterosexuales, sino homosexuales encubiertos".